# 2-Hydroxypropanal
2-Hydroxypropanal (Trivialname Lactaldehyd) ist eine chemische Verbindung aus der Reihe der Hydroxyaldehyde. Die Synthese und Eigenschaften der Verbindung wurden erstmals 1908 von Alfred Wohl beschrieben.

## Isomere
2-Hydroxypropanal ist chiral, es bildet aufgrund des Stereozentrums am α-C-Atom zwei Enantiomere aus, die als (2R)- und (2S)-2-Hydroxypropanal [Synonyme: D-(−)- und L-(+)-2-Hydroxypropanal] bezeichnet werden.
| Isomere von 2-Hydroxypropanal |                               |                               |
| Name                          | (2S)-2-Hydroxypropanal        | (2R)-2-Hydroxypropanal        |
| Andere Namen                  | L-Lactaldehyd (+)-Lactaldehyd | D-Lactaldehyd (−)-Lactaldehyd |
| Strukturformel                |                               |                               |
| CAS-Nummer                    | 3913-64-2                     | 3946-09-6                     |
| CAS-Nummer                    | 598-35-6 (Racemat)            |                               |
| EG-Nummer                     | –                             | –                             |
| EG-Nummer                     | 809-415-9 (Racemat)           |                               |
| ECHA-Infocard                 | –                             | –                             |
| ECHA-Infocard                 | 100.237.284 (Racemat)         |                               |
| PubChem                       | 439231                        | 439350                        |
| PubChem                       | 855 (Racemat)                 |                               |
| DrugBank                      | DB03776                       | –                             |
| DrugBank                      | – (Racemat)                   |                               |
| Wikidata                      | Q28529704                     | Q27102246                     |
| Wikidata                      | Q4381828 (Racemat)            |                               |

## Synthese
Bei der Erstsynthese wird das Calciumsalz der Glyoxylsäure 1 mit Ethanol und Salzsäure zum Diethoxyessigsäureethylester 2 verestert und acetalisiert. Diese Zwischenstufe wird anschließend mit Piperidin zum Carbonsäureamid 3 umgesetzt. Die Grignard-Reaktion des Piperidids mit Methylmagnesiumiodid ergibt das Keton 4 – das Aldehydacetal des Methylglyoxals. Dieses Keton lässt sich mit Natrium in Ethanol zu dem Acetal des 2-Hydroxypropanal 5 reduzieren. Das Acetal wird abschließend mit verdünnter Schwefelsäure zum 2-Hydroxypropanal 6 verseift.
In einer alternativen Synthese, 1935 von Hermann Otto Laurenz Fischer und Erich Baer beschrieben, wird Diethoxyacetaldehyd 7 in einer Grignard-Reaktion mit Methylmagnesiumiodid zum 2-Hydroxypropanaldiethylacetal 8 umgesetzt und anschließend zum 2-Hydroxypropanal 6 verseift.
1952 wurde von John Kenyon Netherton Jones ein weiterer synthetischer Zugang zu 2-Hydroxypropanal veröffentlicht. Dabei wird die Aldehydgruppe von Methylglyoxal 9 mit Butanol und p-Toluolsulfonsäure (pTsOH) als Katalysator selektiv in das Dibutylacetal 10 überführt. Die Reduktion mit Lithiumaluminiumhydrid in Ether führt zum 2-Hydroxypropanaldibutylacetal 11, das im abschließenden Schritt in einem Gemisch von Eisessig, Wasser und Ameisensäure zum 2-Hydroxypropanal 6 hydrolysiert wird.

## Eigenschaften
Bereits Wohl konnte zeigen, dass 2-Hydroxypropanal in einer frisch bereiteten wässrigen Lösung als Dimer vorliegt und langsam in die monomolekulare Form übergeht. Dieses Verhalten wurde 1982 durch NMR-, Raman- und Infrarotspektroskopie bestätigt und im Detail untersucht.
Durch Umkristallisation aus verschiedenen Lösungsmitteln kann man drei Kristallformen isolieren, bei denen es sich um Konfigurationsisomere von 3,6-Dimethyl-1,4-dioxan-2,5-diol – ein cyclisches Halbacetal mit einer 1,4-Dioxan-Grundstruktur – handelt. Diese entstehen durch die Dimerisierung des offenkettigen DL-2-Hydroxypropanal:
In einer DMSO-d6-Lösung erhält man aus den drei verschiedenen Kristallformen nach einiger Zeit ein identisches 1H-NMR-Spektrum, das sich aus der Überlagerung der Spektren der Konfigurationsisomeren 2, 3 und 4 ergibt:
Somit stehen diese Konfigurationsisomere über das 2-Hydroxypropanal 1 miteinander im Gleichgewicht. Die Anteile der drei Spezies 2, 3 und 4 im Gleichgewichtsgemisch betragen 53,6 %, 38,6 % und 7,8 %. Die Geschwindigkeit der Gleichgewichtseinstellung ist sehr unterschiedlich. Ausgehend von Isomer 4 stellt sich das Gleichgewicht in Lösung nach etwa einem Monat ein, während ausgehend von Isomer 3 das Gleichgewicht in zwei bis drei Tagen erreicht wird.
Die drei dimeren Formen des 2-Hydroxypropanal entstehen jeweils durch die Reaktion eines D- und eines L-Monomers. Die Dimere aus zwei D- oder zwei L-Monomeren werden nicht beobachtet.
Im NMR-Spektrum der Gleichgewichtsmischung erhält man zusätzlich schwache Signale, die man einem Fünfring-Dimer zuordnen kann, sowie ein sehr schwaches Signal für das Aldehyproton des Monomers.